# Epikleros

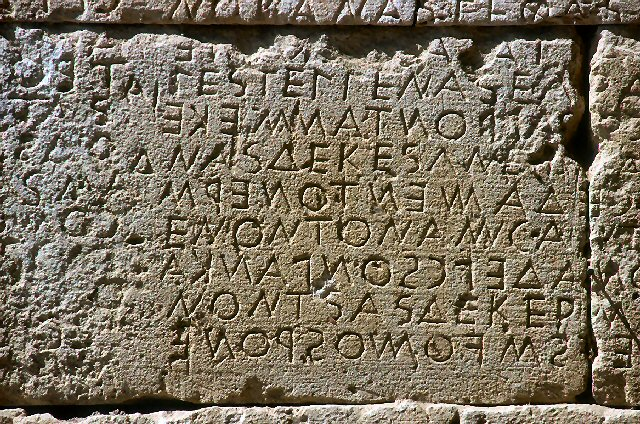
Particolare della "grande iscrizione di Gortina" (V secolo a.C.). Tale epigrafe conserva un codice di leggi dell'omonima polis sull'isola di Creta, tra cui anche norme sulle eredità.

Una epíklēros (in greco antico: ἐπίκληρος?; plurale epíklēroi) era un'ereditiera nell'antica Atene e in diverse città-stato dell'antica Grecia, e in particolare la figlia di un uomo che non aveva eredi maschi. A Sparta, era chiamata patroûchos (in greco antico: πατροῦχος?), così come a Gortina. 
Alle donne ateniesi non era consentito detenere proprietà; così, al fine di mantenere in famiglia le proprietà del padre, una epikleros doveva sposare il parente maschio più prossimo di suo padre. Anche se una donna era già sposata, l'evidenza delle fonti suggerisce che doveva divorziare dal coniuge per sposare il parente. Le donne spartane erano invece autorizzate a possedere beni immobili e così le ereditiere spartane erano soggette a regole meno restrittive. Le fonti relative ad altre città-stato sono più frammentarie, provenienti soprattutto dalle città-stato di Gortina e Regium.
Platone scrisse sulle epikleroi nelle sue Leggi, offrendo leggi idealizzate per governare i loro matrimoni. Nella mitologia e nella storia, un certo numero di donne greche sembrano essere state epikleroi, e tra queste Agariste di Sicione e Agiatide, la vedova del re spartano Agide IV. Lo status di epikleros era stato spesso usato per spiegare il numero di figliastri che avevano ereditato dai loro patrigni nella mitologia greca. La terza guerra sacra ebbe origine da una disputa su epikleroi.

## Etimologia
Il termine epikleros (un aggettivo femminile in qualità di sostantivo, formato dal prefisso ἐπί, epí, "su, sopra", e dal sostantivo κλῆρος, klêros, "lotto, proprietà") veniva usato nell'antica Grecia per descrivere la figlia di un uomo che era morto senza lasciare eredi maschi. Esso si traduce in "legata alle proprietà di famiglia", o "sulle proprietà". Nella maggior parte delle antiche città-stato greche, le donne non potevano possedere delle proprietà, e così era stato concepito un sistema per mantenere la proprietà all'interno della linea di famiglia di sesso maschile. Le epikleroi erano tenute a sposare il parente più stretto da parte del padre, un sistema di eredità noto come epiclerato. Anche se epikleros era spesso erroneamente tradotto come "erede", in senso stretto i termini non erano equivalenti, poiché la donna non possedeva le proprietà e quindi non era in grado di disporne. Raphael Sealey sostiene che un'altra traduzione potrebbe essere "orfana". Il termine è stato usato indifferentemente, sia per la donna stessa, che per la proprietà che veniva ereditata. L'intero sistema dell'epiclerato era unico nell'antica Grecia, e principalmente nelle istituzioni ateniesi. Anche se l'epiclerato somigliava all'usanza ebraica del levirato, differiva in un certo numero di aspetti, tra cui il fatto che il levirato veniva applicato solo in caso di morte del coniuge e non nel caso di morte del padre o del fratello.

## Atene
Atene è stata la città-stato meglio documentata, sia in termini di epikleroi che in tutti gli aspetti della storia legale. Le leggi di Atene sulle epikleroi vengono attribuite a Solone; le donne senza fratelli dovevano sposare il loro parente maschio più prossimo della linea paterna della famiglia, iniziando con il fratello del padre e da lì al parente maschio successivo più vicino. Lo storico John Gould osserva che l'ordine dei parenti che erano destinati a coniugarsi con le epikleroi coincideva con i parenti necessari per vendicare un omicidio. Questo gruppo di parenti era noto ad Atene come anchisteia (in greco antico: ἀγχιστεία?). L'anchisteia era anche il gruppo di parenti che avrebbero ereditato proprietà in assenza di eredi legittimi. Se ci fosse stato più di un possibile coniuge in una serie di parenti, il diritto di sposare la epikleros sarebbe andato al più anziano. La proprietà che era stata ereditata avrebbe potuto essere anche un debito, che non alterava lo status di epikleros.

### Definizione del termine ad Atene
Anche se il termine epikleros veniva generalmente usato nel caso di una figlia che non aveva fratelli in vita al momento della morte del padre, poteva essere usato anche in altre occasioni. La Suda, un'enciclopedia del X secolo, dava altre definizioni, tra cui una erede che era sposata al momento della morte di suo padre e di una figlia non sposata senza fratelli che viveva ancora con suo padre. La Suda diceva anche che il termine potrebbe essere stato utilizzato per descrivere una figlia che aveva sorelle viventi. Anche se la Suda indica che, in un uso normale, la madre dell'ereditiera era anche lei morta, questo non è corretto: se la madre era viva non aveva attinenza con lo status delle epikleroi. Di tanto in tanto il termine veniva usato anche come una forma femminile del termine greco orphanos o "orfano". Anche se uno scolio di Eschine, o una modifica del testo fatta da uno scrittore successivo, diceva che il termine avrebbe potuto essere utilizzato anche per una figlia che era stata data, dal padre, in matrimonio ad un uomo sul letto di morte, non c'è utilizzo esistente del termine in questo senso nella letteratura, e lo scoliasta ha probabilmente frainteso uno scenario trattato dal drammaturgo comico Aristofane.
Il termine ad Atene sembra essere sempre stato liberamente utilizzato nei procedimenti legali. Apollodoro, un politico e contendente ateniese del V secolo a.C., in uno dei suoi discorsi tentò di utilizzare una legge ateniese sul fidanzamento per far diventare sua madre una epikleros. Egli sostenne che la legge definisce una epikleros come una femmina senza padre, senza un fratello che condivideva un padre con lei, o senza un nonno paterno. Il suo avversario, tuttavia, sembra aver contestato questa interpretazione della legge. Un discorso di Iseo, un oratore del IV secolo a.C., poggia sulla pretesa dell'oratore che la madre diventasse una epikleros solo dopo che il suo giovane fratello era morto dopo la morte del padre. Se le autorità giuridiche riconobbero le affermazione dell'oratore come valide non è noto. Sembra, almeno secondo alcuni lavori teatrali, che una donna con un fratello che era morto dopo il padre veniva considerata una epikleros del fratello e non del padre.

### Sviluppo della consuetudine
Non è chiaro se ci fossero leggi che si occupavano di epikleroi prima dell'attività legislativa di Solone intorno al 594 a.C. Secondo lo scrittore del I secolo Plutarco, Solone fu l'autore della normativa relativa alle epikleroi. Le leggi di Solone tentarono di impedire la combinazione di proprietà tramite il matrimonio con un'ereditiera. Gli storici moderni hanno visto questo come parte dello sforzo di Solone teso a mantenere un numero stabile di famiglie. Secondo Plutarco, Solone aveva anche legiferato che il marito di una epikleros doveva avere con lei un rapporto sessuale almeno tre volte al mese, al fine di consentire la nascita di figli che avrebbero dovuto ereditare le proprietà del padre della donna, ma solo ai tempi di Pericle (429 a.C.) questa legge era sicuramente vigente. Non è chiaro se il parente più prossimo aveva il potere di sciogliere un matrimonio precedente della epikleros per poterla sposare in ogni caso. La storica Sarah Pomeroy afferma che la maggior parte degli studiosi propendono per il parere che il parente più prossimo poteva sciogliere il precedente matrimonio, se l'ereditiera non aveva ancora dato alla luce un figlio, ma Pomeroy afferma anche che il presente parere non è ancora stato definitivamente provato. Roger Just non è d'accordo e ha sostenuto che, anche se la epikleros aveva avuto un figlio, poteva ancora essere costretta a sposare il suo parente più stretto. La legge ateniese richiedeva anche che, se il parente più prossimo non avesse sposato l'ereditiera, avrebbe dovuto fornirle una dote. Potrebbe essere stato Solone a legiferare che se il nuovo coniuge non era in grado di svolgere le sue funzioni tre volte al mese con la moglie, questa aveva il diritto di fare sesso con il suo parente più prossimo in modo da poter avere un erede delle proprietà di suo padre. In alternativa, avrebbe potuto chiedere il divorzio e sposare il parente più prossimo.

### Procedure legali
Quando un uomo moriva lasciando una epikleros, l'ereditera diveniva epídikos, o come da traduzione letterale, "aggiudicabile". Questo la rendeva disponibile per la procedura speciale di fidanzamento di una epikleros, un tipo di sentenza del tribunale chiamata epidikasía (in greco antico: ἐπιδικασία?). La epidikasia era uno dei tre modi in cui poteva essere contratto un matrimonio legittimo nell'antica Atene. La cerimonia si svolgeva nell'ufficio dell'arconte, per epikleroi con il diritto di cittadinanza di Atene. Per le epikleroi straniere, le meteche, la cerimonia era officiata dal polemarco. Si dava anche il caso che se un uomo aveva fatto un testamento, ma non aveva dato ad alcuna delle figlie i diritti legali di epikleros, la volontà era ritenuta non valida. Un giovane maschio ateniese, prima di raggiungere la maggiore età mentre era un efebo o tirocinante militare, poteva rivendicare di essere nominato epikleros, l'unico diritto legale di un efebo ai tempi di Aristotele, oltre a quello di entrare in carica come sacerdote in un sacerdozio ereditario. Non è chiaro, inoltre, se un uomo che aveva i requisiti per sposare una epikleros ma era già sposato poteva mantenere la sua precedente moglie, dopo aver sposato la epikleros. Mentre tutte le fonti indicano che gli antichi ateniesi erano monogami, ci sono due discorsi di Demostene indicanti che gli uomini potevano avere sia una moglie acquisita attraverso la normale procedura dei fidanzamento che un'altra che si erano aggiudicati attraverso la procedura di epidikasia. L'arconte era anche responsabile della supervisione del trattamento delle epikleroi, delle vedove, degli orfani, delle vedove che sostenevano di essere in stato di gravidanza e delle famiglie sprovviste di padre.
Quando i figli di una epikleros divenivano maggiorenni, prendevano possesso della loro eredità. Ad Atene, questa età era definita da una legge ed era di due anni oltre l'età della pubertà. Nelle leggi di Solone, sembra che il figlio maggiore delle epikleroi era considerato l'erede di suo nonno materno, con gli ulteriori figli considerati parte del nucleo familiare del padre. Il figlio ereditava le proprietà del nonno materno anche se suo padre e sua madre erano ancora vivi, a differenza di molte altre eredità. Il figlio di una epikleros che non aveva ereditato nulla da suo padre, prendeva il nome di suo nonno. L'erede poteva consolidare ulteriormente la sua posizione potendo essere adottato dal nonno materno, ma questo non era obbligatorio. Dal IV secolo a.C., le pratiche legali erano cambiate, e il figlio poteva ereditare da suo padre e anche dal suo nonno materno. E se ci fosse stato più di un figlio, si spartivano l'eredità della epikleros. Dopo che l'erede si era assicurato il possesso della sua eredità, la legge precisa che doveva sostenere sua madre. È probabile che gli eventuali debiti del nonno fossero stati ereditati insieme a tutto il resto della proprietà.
Anche se la legge non si preoccupava di chi esattamente avesse posseduto la proprietà prima che il figlio ne venisse in possesso, risulta da altre fonti che non era in realtà di proprietà del marito della epikleros, in contrasto con la normale procedura di Atene, dove il marito possedeva qualsiasi proprietà della moglie e ne poteva disporre come avesse voluto. Un certo numero di fonti indicano che il patrimonio era considerato di proprietà della epikleros, anche se non aveva la possibilità di disporne. Il marito aveva probabilmente il continuo controllo della proprietà e la amministrava, ma era responsabile della gestione degli eredi della epikleros quando fossero giunti alla maggiore età. La posizione del marito di una epikleros era più vicina a quella di un epitropo, o tutore delle proprietà di un orfano, ed era ugualmente responsabile per la cura delle proprietà dell'orfano. Un altro parallelo con l'orfano era che le proprietà di una epikleros erano esenti dalla liturgia (leitourghía), ovvero la pratica di richiedere ai cittadini di svolgere compiti di servizio pubblico senza compenso, visto che erano degli orfani.
Era possibile che il marito di una epikleros potesse adottare il figlio della moglie come il figlio del padre della moglie. Ciò avrebbe impedito, da parte del figlio di recente adozione, l'eredità di qualsiasi proprietà del suo padre naturale, ma avrebbe avuto il vantaggio di preservare quella dell'adottato (oikos), normalmente trasferita come capo famiglia ma incorporando idee di parentela e di proprietà. Anche se la conservazione della oikos paterna era generalmente ritenuta essere la ragione che stava dietro l'intera pratica dell'epiclerato, lo storico David Schaps sostiene che in realtà, questo non era il punto più importante della pratica. Invece, egli sostiene, che era la pratica dell'adozione, che permetteva la conservazione di una oikos. Schaps ritiene che il motivo principale dell'epiclerato si era evoluto nel garantire che le figlie orfane potessero essere sposate. Altri storici, tra cui Sarah Pomeroy, ritengono che i figli di una epikleros erano considerati come eredi della oikos del nonno paterno. La storica Cynthia Patterson concorda, sostenendo che l'adozione poteva sembrare inutile, soprattutto se la epikleros e suo marito avevano dato al loro figlio il nome del nonno materno. Lei sostiene che è stata prestata troppa attenzione agli aspetti patrilineari delle oikos, e che vi era probabilmente meno enfasi su questo aspetto nella pratica ateniese e più su come mantenere una famiglia unita come unità produttiva.
Lo storico Roger Just afferma che il principio fondamentale dell'epiclerato era che nessun uomo avrebbe potuto diventare il guardiano della proprietà senza diventare anche il marito della epikleros. Just utilizza questo principio per sostenere che qualsiasi uomo adottato dal padre di una epikleros era tenuto a sposare la epikleros. Just afferma che il divorzio forzato e il nuovo matrimonio di una epikleros era basato su questo principio, sostenendo che se il padre della epikleros non aveva adottato il primo marito, il marito non era il vero erede. Just vede lo sviluppo dell'epiclerato come fluente dal desiderio di Solone di mantenere il numero di famiglie ateniesi costante nel tempo. Secondo Just, prima della legislazione di Solone, le epikleroi venivano trattate come parte della proprietà, e che le riforme di Solone avevano trasformato la epikleros in una trasmettitrice della proprietà e il figlio ereditava automaticamente la proprietà di suo padre.
Prendere in moglie una epikleros con una piccola proprietà era considerata azione meritoria, e veniva in generale sottolineato nei discorsi pubblici. Così una ereditiera veniva chiamata epikleros thessa. Se il più vicino parente maschio non voleva sposare una epikleros che apparteneva alla minima classe di reddito, doveva trovarle un marito e fornirle una dote adeguata alla propria classe di reddito. Questa dote era in aggiunta alla sua proprietà e il requisito era progettato per garantire che anche le ereditiere povere trovassero un marito. La legge inoltre non prevedeva cosa sarebbe accaduto se la epikleros era ancora troppo giovane per consumare il matrimonio, quando era stata rivendicata.

### Sequenza dellaanchisteia
Il primo gruppo di parenti che avevano pretese su di una epikleros erano gli zii paterni e gli eventuali eredi degli zii. Poi c'erano gli eventuali figli delle sorelle del padre o uno dei loro eredi. Terzi in linea erano i nipoti degli zii paterni e in seguito i nipoti delle zie paterne. Dopo che i parenti paterni erano esauriti, entravano i fratellastri del padre generati dalla stessa madre, quindi i figli delle sorellastre materne del padre. Settimi in linea erano i nipoti degli zii materni del padre e poi nipoti delle zie materne del padre. Sembra che se ci fossero stati due o più parenti che erano nello stesso grado, fosse il più anziano ad avere la priorità nel rivendicare la epikleros. Questo era insolito nella legge ateniese, poiché nessun altro processo legale dava priorità all'età.

### Probabilità di diventare unaepikleros
Secondo stime recenti le probabilità che una donna ateniese diventasse una epikleros erano di una su sette, ovvero uno su sette padri moriva senza figli maschi biologici. Tuttavia, la legge ateniese consentiva ad un uomo di adottare un altro maschio come suo figlio, quindi non tutte le figlie, senza fratelli sarebbero diventate epikleroi. La maggior parte degli storici moderni stimano che il 20% delle famiglie avrebbero avuto solo figlie, e un altro 20% sarebbe stato senza figli. La storica moderna Cynthia Patterson disse delle epikleroi che "nonostante fossero caratteristiche, non erano rare".

### Epikleroigià sposate
Quando una epikleros era già sposata al momento della morte di suo padre, non è chiaro se doveva divorziare dal suo marito attuale per sposare un membro della anchisteia. La maggior parte degli storici moderni sono giunti alla conclusione che questo era necessario solo se le epikleros non avevano ancora avuto un figlio che potesse ereditare la proprietà del nonno. La prova più evidente viene dal drammaturgo romano Terenzio, nel suo lavoro Adelphoe, dove tratta, nella trama, di una ragazza che è una epikleros. Anche se il lavoro è stato scritto nel II secolo a.C., Terenzio adattò la maggior parte delle sue opere da precedenti commedie ateniesi, il che lo rende un po' più affidabile come fonte. E il senso comune sostiene che se un figlio fosse già nato ad una epikleros, non c'era bisogno di far sposare le epikleros ad un parente al fine di fornire un erede maschio al patrimonio del nonno. Anche se un membro della anchisteia aveva il diritto di sposare la epikleros, non era tenuto a farlo, e avrebbe potuto rifiutare il matrimonio o trovare un altro coniuge per l'ereditiera. Era anche possibile che il marito di una epikleros, che non apparteneva alla sua anchisteia, tacitasse la anchisteia per rimanere sposato con sua moglie. Tali casi vennero censurati da Iseo nel suo discorso Isaeus 10 e da un personaggio della commedia di Menandro, Aspis.

## Altre città-stato
Le prove del fenomeno in altre città-stato dell'antichità sono più rare e frammentarie.

### Sparta
Nell'antica Sparta, le donne avevano ampi diritti, compreso quello di ereditare proprietà e di gestire la propria e quella del coniuge. Il termine paragonabile a epikleros a Sparta era patrouchos, a volte reso come patroiouchos. A Sparta la legge delle epikleroi veniva applicata soltanto alle donne non sposate, e i re spartani avevano il compito di trovare un marito alle epikleroi che non erano fidanzate prima della morte del padre. Erodoto nella lista delle prerogative dei re spartani includeva: "I re sono i soli giudici in questi casi: nel caso di un'ereditiera nubile, spetta avere [il suo], se il padre non l'ha promessa", ma il senso esatto di questa frase è molto discusso. Alcuni storici l'hanno interpretata nel senso che i re avevano il diritto di dare l'ereditiera a chiunque avessero scelto, ma altri hanno suggerito che i re avevano solo il diritto di dare l'ereditiera al parente maschio più prossimo, o di arbitrare tra le richieste di diversi pretendenti. Un altro suggerimento è che la scelta del re era limitata ai cittadini che non avevano terra. Il nome dato a queste ereditiere a Sparta era patroiouchoi, che letteralmente si traduce come "detentrici del patrimonio." Esse ereditavano la terra e mantenevano il diritto di disporre della loro proprietà ereditata. Non vi erano restrizioni su chi avrebbero potuto sposare.
Nel IV secolo a.C. Aristotele scriveva che non vi erano restrizioni su chi un'ereditiera avrebbe potuto sposare. Se non era sposata al momento della morte del padre o non vi erano indicazioni nel testamento, avrebbe potuto sposare il suo più vicino parente che la avesse scelta.

### Gortina
A Gortina, le epikleroi erano chiamate patroiokoi ed erano trattate più generosamente che ad Atene. Il termine patroiokos può essere tradotto letteralmente in "possiede le proprietà del padre", ed era una descrizione della condizione dell'ereditiera. Era considerata una patroiouchos se non avesse il padre o il fratello di suo padre viventi. Il parente che aveva il diritto di sposarla era chiamato epibállōn, e la lista di quelli che potevano aspirare a tale status era limitata solo ai suoi zii paterni e ai figli di questi. Se non ci fossero stati candidati che rispondevano a tali condizioni, la patroiouchos era libera di sposare chiunque avesse scelto. Se avesse voluto, una patroiouchos avrebbe potuto liberarsi dall'obbligo di sposare un parente versandogli una parte dell'eredità Se il suo parente più prossimo non voleva sposarla, era libera di trovarsi un coniuge nella sua tribù, o se nessuno fosse stato disposto, avrebbe potuto sposare chi avesse voluto. Gortina poteva dovere la liberalità delle sue leggi sulle ereditiere al fatto che era una delle poche città-stato che notoriamente avevano permesso alle figlie di ereditare, anche se avevano fratelli; le figlie a Gortina ricevevano metà della quota di un figlio. Per impedire abusi, c'era un limite di tempo sul diritto a sposare una patroiouchos da parte del parente più prossimo (epiballon), e se scadeva il termine il diritto passava al successivo in ordine di priorità fino a quando la patroiouchos era sposata o a corto di possibili epiballontes. C'era un limite, però, e un uomo non poteva sposare più di una ereditiera. A differenza di Atene, l'ereditiera era padrona della sua eredità e suo figlio non poteva ereditarla fino alla sua morte. Suo figlio aveva anche il diritto di ereditare dal padre della patroiouchos.

### Altre città
Regium aveva le sue leggi sulle epikleroi scritte da Androdama di Regium, un legislatore le cui opinioni in materia erano particolarmente stimate, secondo Aristotele. Nella città-stato delle leggi di Caronda, ad una epikleros doveva essere data una dote se il suo parente più vicino non voleva sposarla. All'epoca di Alessandro il Grande, le leggi di Tegea si occupavano dell'eredità degli esuli al ritorno dall'esilio, i quali potevano ereditare solo i beni paterni o una proprietà della loro madre, se questa fosse diventata una epikleros mentre loro erano in esilio. Le città-stato di Lepanto e Thermus permettevano alle donne di ereditare proprietà, ma se le loro figlie erano o meno considerate epikleroi non è emerso dai frammenti superstiti delle leggi di quelle città.

## Platone
Platone, nelle Leggi, stabilì delle regole che non governavano lo stato ideale, che aveva descritto in  La Repubblica , ma quello che sentiva poteva essere ottenibile nel mondo reale. Alcune di queste si occupano di eredità ed ereditiere. Le linee generali, sono conformi alla pratica ateniese, con la figlia di un uomo morto senza eredi maschi che diventa una epikleros. Platone diede delle regole che disciplinavano i doveri dei mariti delle epikleroi, dicendo che il patrimonio ereditato non poteva essere diviso o aggiunto a un altro patrimonio. La differenza principale con la legge ateniese si verificava quando non c'era un erede diretto, e l'eredità andava ai collaterali. In tal caso, Platone assegnava l'eredità non ad una persona, ma ad una coppia, un maschio e una femmina, ordinando loro che dovevano sposarsi e dare un erede alla fortuna di famiglia, proprio come le epikleroi.

## Storia più recente
Nel 318 a.C., Cassandro nominò Demetrio Falereo governatore della città-stato di Atene. Demetrio emanò una serie di leggi che sono note attraverso opere letterarie successive. Sebbene la conoscenza di queste leggi è frammentaria, non sembra che Demetrio avesse legiferato sul tema delle epikleroi. Questo è in netto contrasto con la legislazione di Solone, che si era occupato degli affari interni della famiglia e delle sue manifestazioni esterne nella vita pubblica. Nel IV secolo a.C. la pratica dell'epiclerato stava cadendo in disuso, e scomparve durante l'età ellenistica, anche se continuò ad apparire nella Commedia nuova e si disperse dal III secolo a.C. Un metodo che si sviluppò per evitare l'epiclerato fu l'adozione di un figlio da parte del padre di una possibile epikleros.